# Tobias Michael Carel Asser
Tobias Michael Carel Asser (28. dubna 1838, Amsterdam – 29. července 1913, Haag) byl nizozemský právník, nositel Nobelovy ceny míru z roku 1911 spolu s Alfredem Friedem.
V roce 1911 obdržel spolu s Alfredem Friedem Nobelovu cenu míru za vytvoření Stálého rozhodčího soudu na první haagské konferenci v roce 1899. Také obhajoval vytvoření mezinárodní akademie práva, což vedlo k založení Revue de Droit International et de Législation Comparée, Mezinárodního ústavu pro lidská práva a ke vzniku Haagské akademie mezinárodního práva.
Po Asserovi je pojmenovaný institut soukromého a veřejného mezinárodního práva, evropského práva a mezinárodních obchodních arbitráží T.M.C. Asser Instituut, který sídlí v nizozemském Haagu. Jeho strýcem byl průkopník fotografie v Nizozemsku Eduard Isaac Asser.